# Истрана
Истрана (итал. Istrana) је насеље у Италији у округу Тревизо, региону Венето.
Према процени из 2011. у насељу је живело 3665 становника. Насеље се налази на надморској висини од 35 м.

## Становништво
| 1951. | 1961. | 1971. | 1981. | 1991. | 2001. | 2011. |
| ----- | ----- | ----- | ----- | ----- | ----- | ----- |
| 5.346 | 5.373 | 5.701 | 6.315 | 6.916 | 7.763 | 9.041 |